# Bidarray
Bidarray (baskisch Bidarrai) ist eine französische Gemeinde mit 675 Einwohnern (Stand 1. Januar 2022) im Département Pyrénées-Atlantiques in der Region Nouvelle-Aquitaine (vor 2016: Aquitanien). Die Gemeinde gehört zum Arrondissement Bayonne und zum Kanton Montagne Basque (bis 2015: Kanton Saint-Étienne-de-Baïgorry).
Die Einwohner werden Bidarraitars genannt.

## Geographie
Bidarray liegt ca. 40 km südöstlich von Bayonne in der Region Nieder-Navarra im französischen Teil des Baskenlands. Die Gemeinde grenzt im Südwesten an die Autonome Gemeinschaft Navarra im Norden Spaniens. Der Ortskern liegt am linken Ufer der Nive, leicht erhöht auf einem Hügel an der Mündung des Bastan in die Nive. Die höchste Erhebung im Gebiet der Gemeinde ist der Larrateko Hegia (935 m) an der spanischen Grenze.
Umgeben wird der Ort von den Nachbargemeinden:
| Itxassou | Louhossoa Macaye                                 | Ossès |
|          | Kompassrose, die auf Nachbargemeinden zeigt      |       |
|          | Saint-Étienne-de-Baïgorry Saint-Martin-d’Arrossa |       |

Bidarray liegt im Einzugsgebiet des Flusses Adour. Die Nive, einer seiner Zuflüsse, durchquert die Gemeinde mit ihren Zuflüssen
- Askétako Erreka,
- Arantko Erreka mit seinem Zufluss Errariko Erréka und
- Le Bastan, auch Urritzateko Erreka genannt.[4]

## Geschichte
Die ersten Erwähnungen im Mittelalter beziehen sich auf eine kleine Komturei des Klosters von Roncesvalles mit seiner romanischen Kapelle, die gegen Ende des 12. Jahrhunderts in der Nähe der heutigen Kirche errichtet wurde, um Pilger auf dem Jakobsweg nach Santiago de Compostela zu empfangen. Bidarray wird laut Jean-Baptiste Orpustans Nouvelle toponymie basque im Jahre 1268 und 1292 als Bidarray genannt, zusammen mit Kapelle und Pilgerherberge. Laut Paul Raymond, Archivar und Historiker des 19. Jahrhunderts, wird der Ort im Jahre 1621 im Zusammenhang mit La comienda de Vidarray erwähnt.
Das waldige Gelände war bis zum 16. Jahrhundert nicht permanent bewohnt. 1665 wurde die Komturei an die Familie von Ossès übergeben, 1723 wurde die Pfarrgemeinde unabhängig von Ossès. Auf der Karte von Cassini 1750 ist die Gemeinde als Bidarray eingetragen. 1790 ist der Ort als Gemeinde von Ossès losgelöst worden. Während des Französischen Konsulats 1801 wird Bidarray neben Bidarroy auch als Bidarray geführt.

### Wappen

Wappen von Bidarray

Das Wappen lässt sich nach Guy Ascarat, Heraldiker und Historiker, folgendermaßen interpretieren.
Die beiden Muschelschalen sind Pilgermuscheln und weisen auf die Lage am Jakobsweg hin, der Bischofsstab auf die Komturei der Augustiner von Roncesvalles.

### Einwohnerentwicklung
Nach Höchstständen der Einwohnerzahl zu Beginn des 19. Jahrhunderts mit über 1400 Einwohnern setzte die Landflucht ein und reduzierte die Zahl in Wellen bis zu den 1990er Jahren auf weniger als die Hälfte. Seitdem geht die Zahl aufgrund von Handel und Tourismus wieder nach oben.
| Jahr      | 1962 | 1968 | 1975 | 1982 | 1990 | 1999 | 2006 | 2009 | 2022 |
| --------- | ---- | ---- | ---- | ---- | ---- | ---- | ---- | ---- | ---- |
| Einwohner | 745  | 714  | 673  | 631  | 585  | 645  | 637  | 633  | 675  |

## Sehenswürdigkeiten

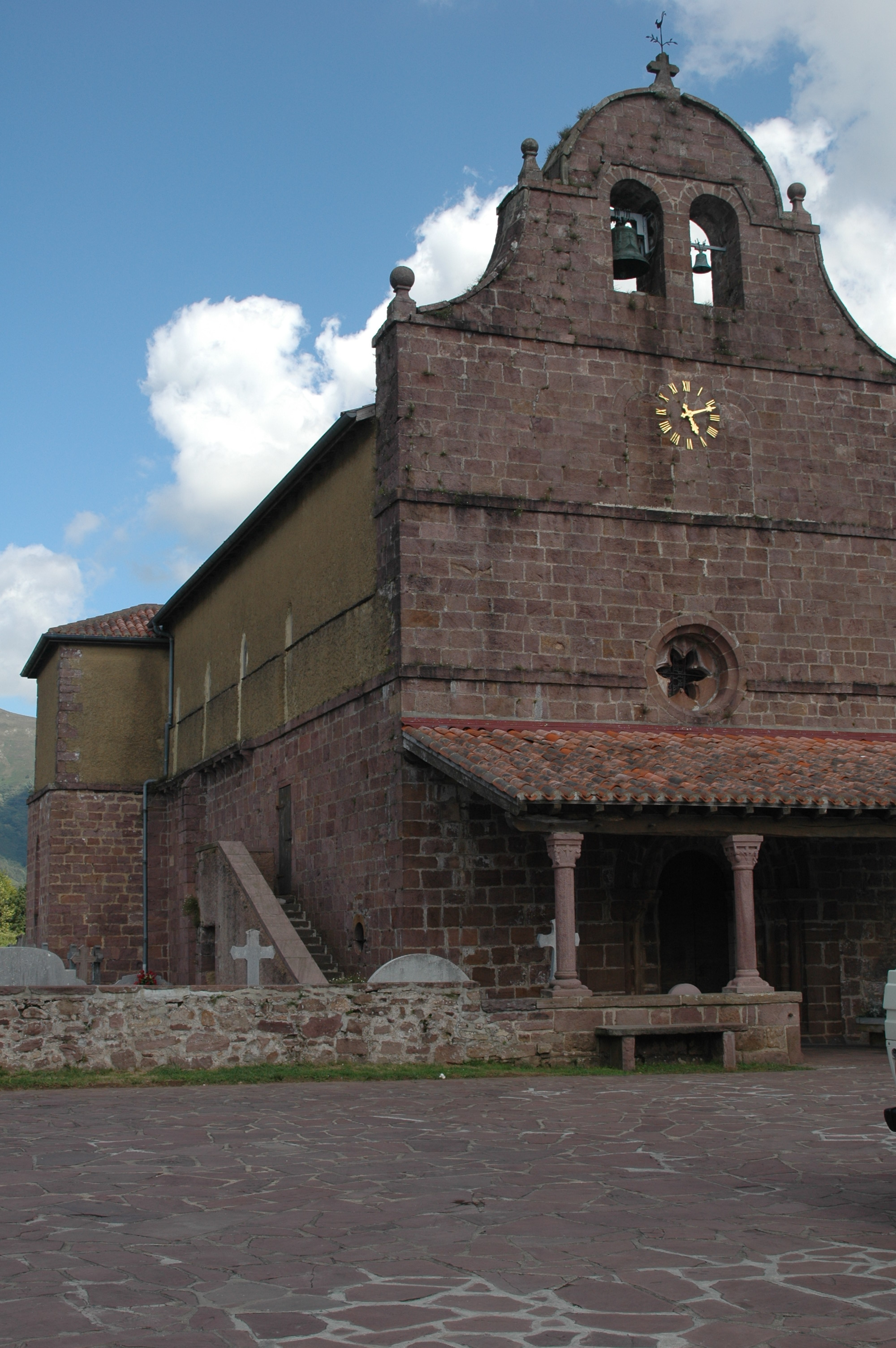
Kirche Mariä Himmelfahrt

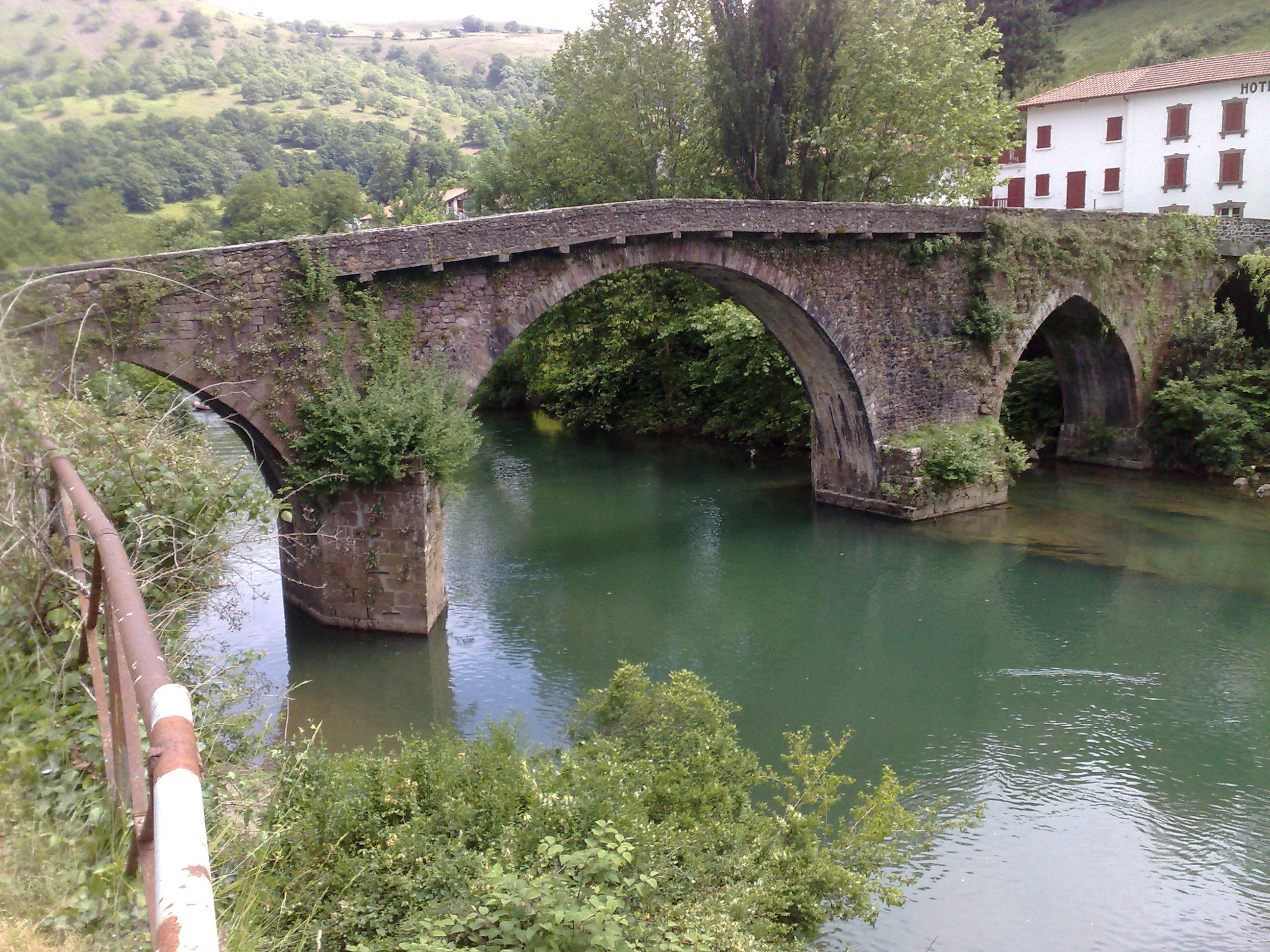
Brücke Noblia über die Nive

- Kirche, gewidmet Mariä Himmelfahrt. Von der romanischen Kapelle der Komturei sind der Chor, die Apsis mit ihren Blendarkaden und das Eingangsportal noch an dem heutigen Gebäude zu sehen. 1625 wurde das Langhaus verlängert sowie das Querschiff und der Glockengiebel in seiner barocken runden Form gebaut. Im 19. Jahrhundert wurden weitere Umbauten vorgenommen. Die Wände des Langhauses und des Chors wurden erhöht, neue Fensteröffnungen gebrochen und die Decke im Innern mit einem Kreuzrippengewölbe ausgestattet. Der Chor erhielt die ursprüngliche Verzierung mit romanischen Blendarkaden. In der zweiten Hälfte des 20. Jahrhunderts wurden neue Glasfenster u. a. von der Glasmalerei Mauméjean aus Biarritz eingesetzt. Mit seinen roten Sandsteinwänden und der runden Apsis unterscheidet sich die Kirche äußerlich von anderen Sakralbauten des Baskenlands. Mit ihnen gemeinsam hat sie jedoch ein Hauptschiff mit mehreren Emporen im Innern, die bei dieser Kirche von je einer gemauerten Außentreppe an der Nord- und an der Südseite erreicht werden können.[13][14]

- Brücke Noblia. Die mittelalterliche Brücke ist im 14. Jahrhundert errichtet worden und wurde bis zum 17. Jahrhundert von den Jakobspilgern genutzt, um auf die andere Seite der Nive und damit zur Priorei von Roncesvalles zu gelangen. Die heutige Brücke führt über drei Bögen über den Fluss. Der mittlere Bogen musste im 17. Jahrhundert neu gebaut werden, nachdem er in einem Hochwasser der Nive beschädigt worden war. 1822 wurde die gesamte Brücke restauriert. Der nördlichste Bogen wurde 1895 im Zuge des Baus der Eisenbahnlinie von Bayonne nach Saint-Jean-Pied-de-Port zerstört.[15]

- Ferme Gastetto, gegen Ende des 17. Jahrhunderts oder zu Beginn des 18. Jahrhunderts errichtet. Die Funktion der Stockwerke des Bauernhauses ist aufgeteilt wie bei allen Bauernhöfen in Navarra. Das Erdgeschoss dient als Unterbringung der Tiere und der landwirtschaftlichen Geräte, der erste Stock besteht aus Wohnräumen und das Dachgeschoss birgt den Heuboden. Typisch für die Bauernhäuser der Region ist der Balkon oberhalb der ersten Etage, auf dem traditionell das Saatgut getrocknet wird. Bei diesem Bauernhof bietet ein Anbau außerdem Platz für einen Hühner- und einen Schweinestall.[16]

- Weitere alte Bauernhöfe aus dem 18. Jahrhundert auf dem Gebiet der Gemeinde sind als nationale Kulturgüter registriert:
  - Ferme Garbelania
  - Ferme Antxordokia
  - Ferme Marmaroa
  - Ferme Topene Zaharra

- Hilarri. Auf dem Friedhof von Bidarray stehen mehrere dieser scheibenförmigen Grabstelen, die an die Tradition der vorchristlichen Zeit anknüpfen und zwischen dem 16. und 18. Jahrhundert eine große Beliebtheit im Baskenland erfuhren. Diese traditionellen Stelen sind aus einem Stein gefertigt, teilweise mit pflanzlichen, religiösen oder Sonnenornamenten versehen, und wurden am Kopf des Toten gegen die aufgehende Sonne aufgestellt. Der Name des Verstorbenen bleibt aber stets ungenannt. Auf dem Friedhof in Bidarray gibt es Stelen mit baskischen Kreuzen, Sterne mit sechs Spitzen für die sechs Tage einer Woche ohne den Sonntag, aber auch Stelen mit konzentrischen Kreisen.[17]

Hilarri auf dem Friedhof von Bidarray
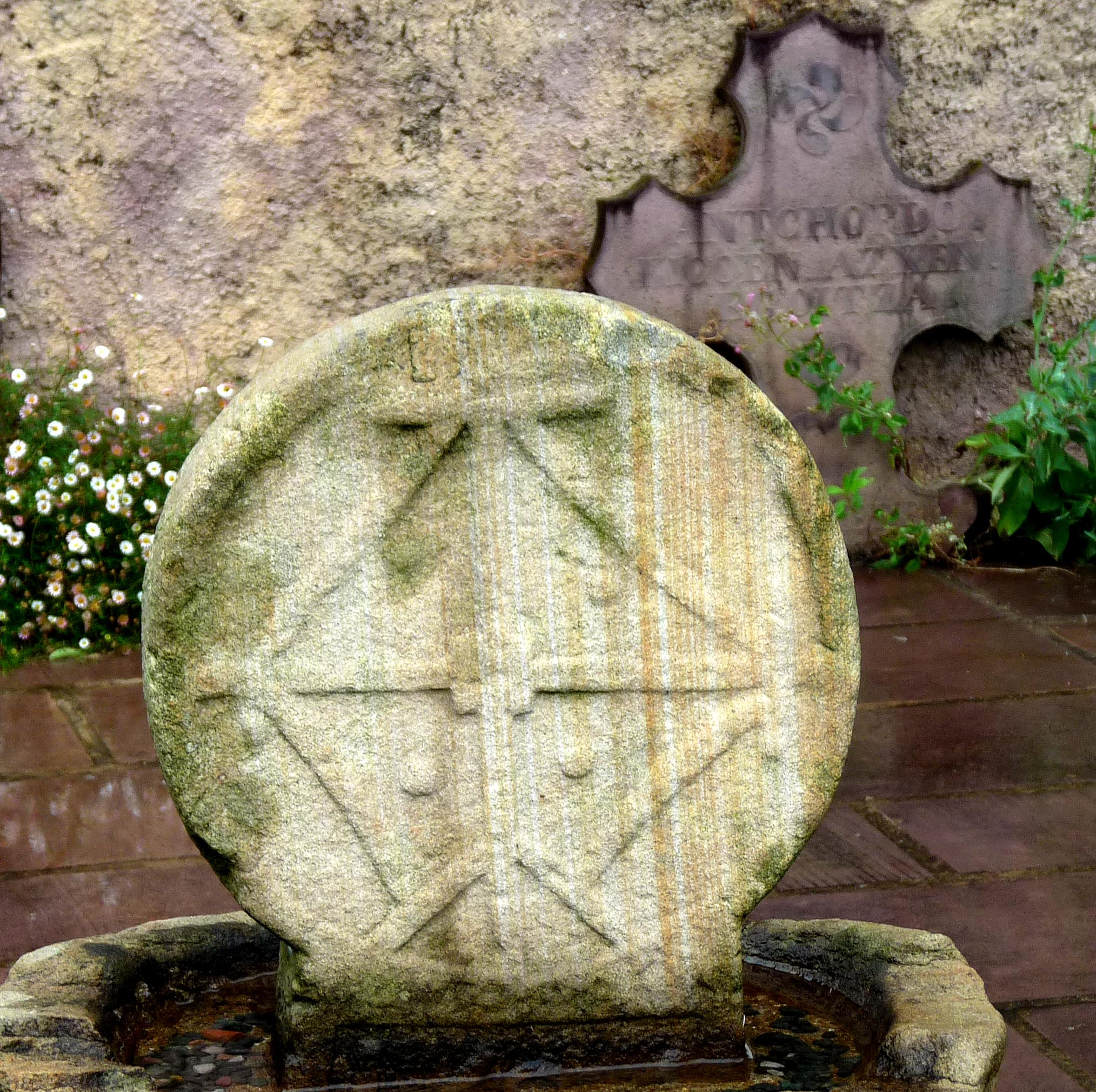
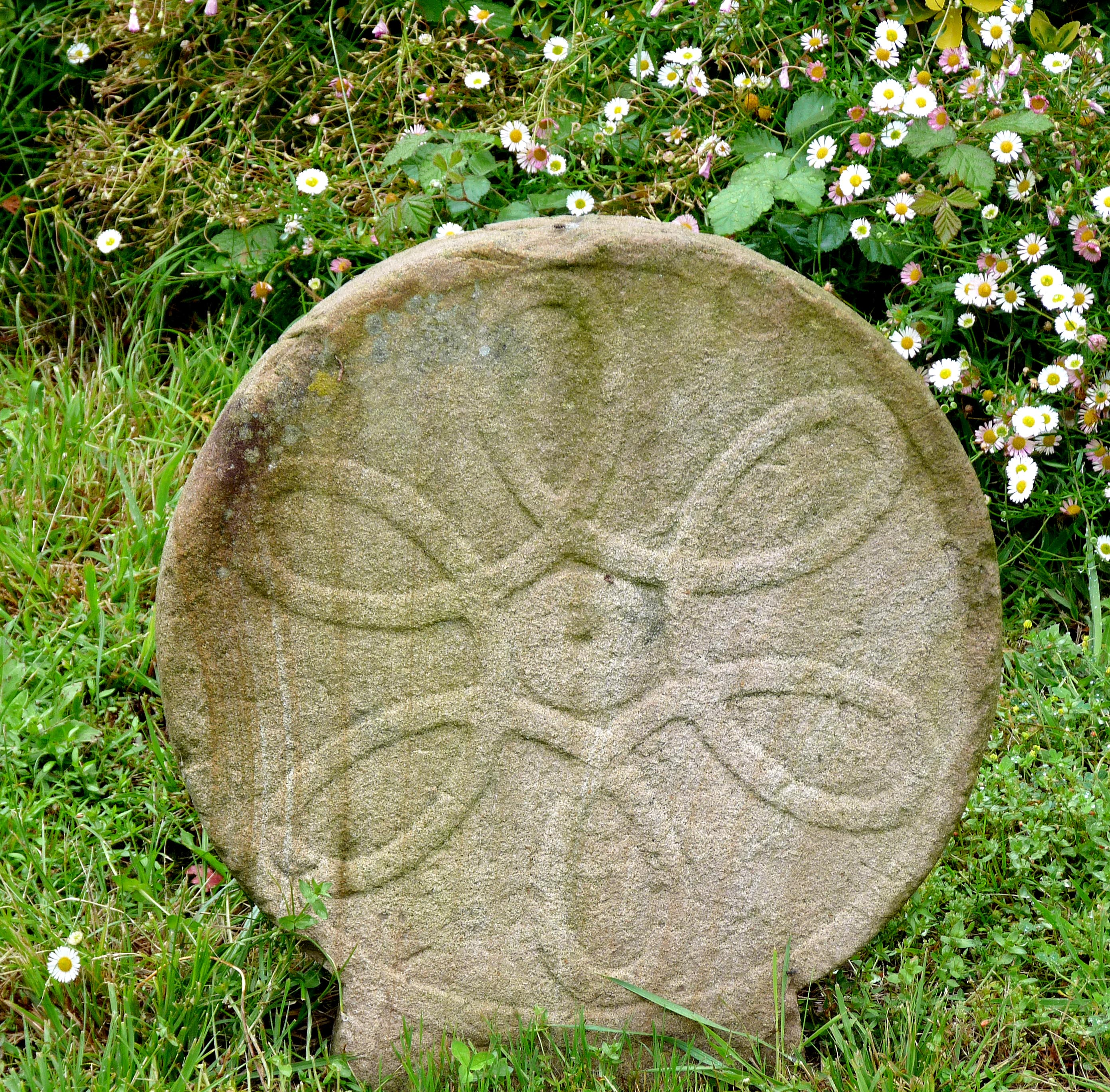
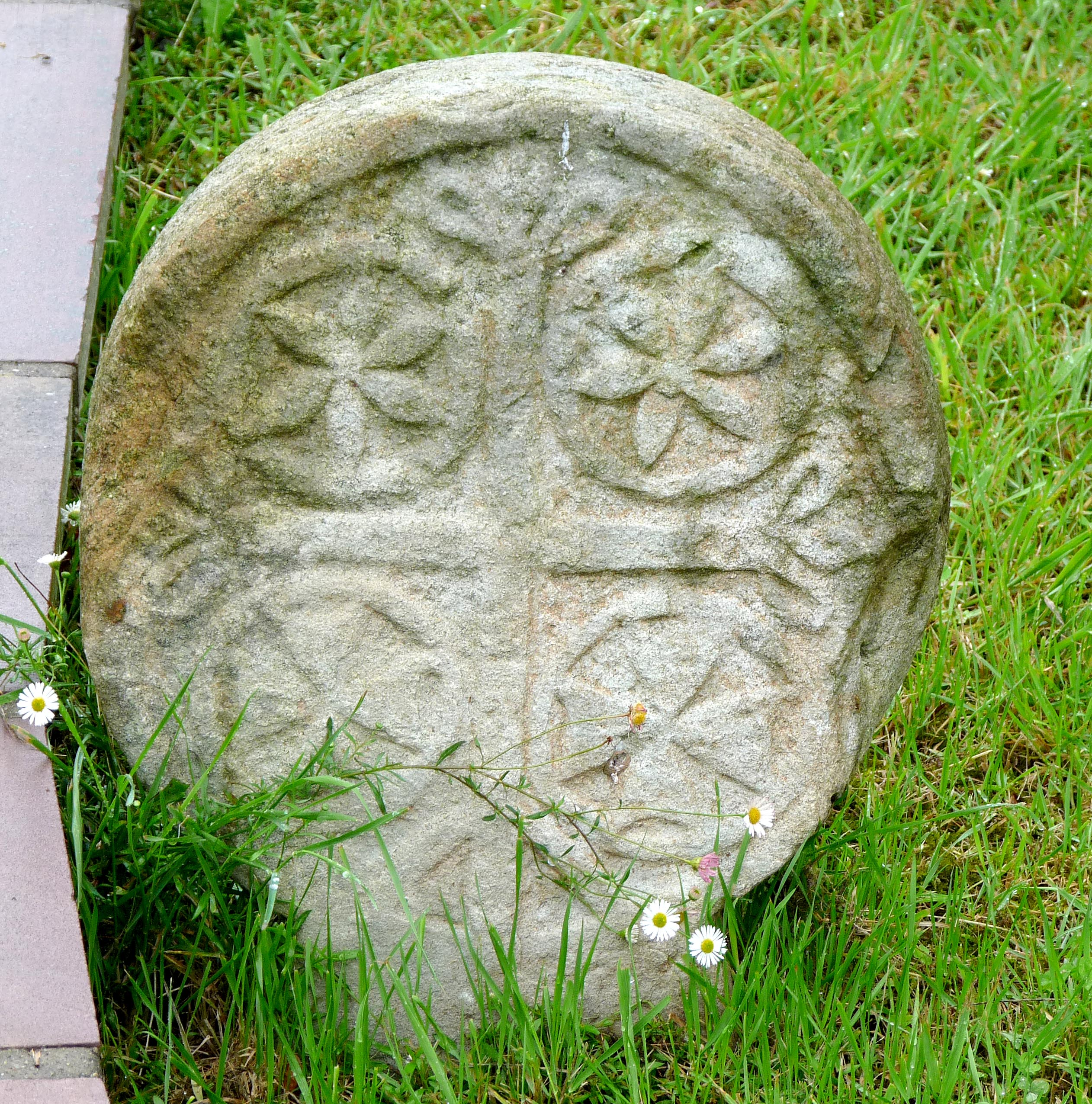
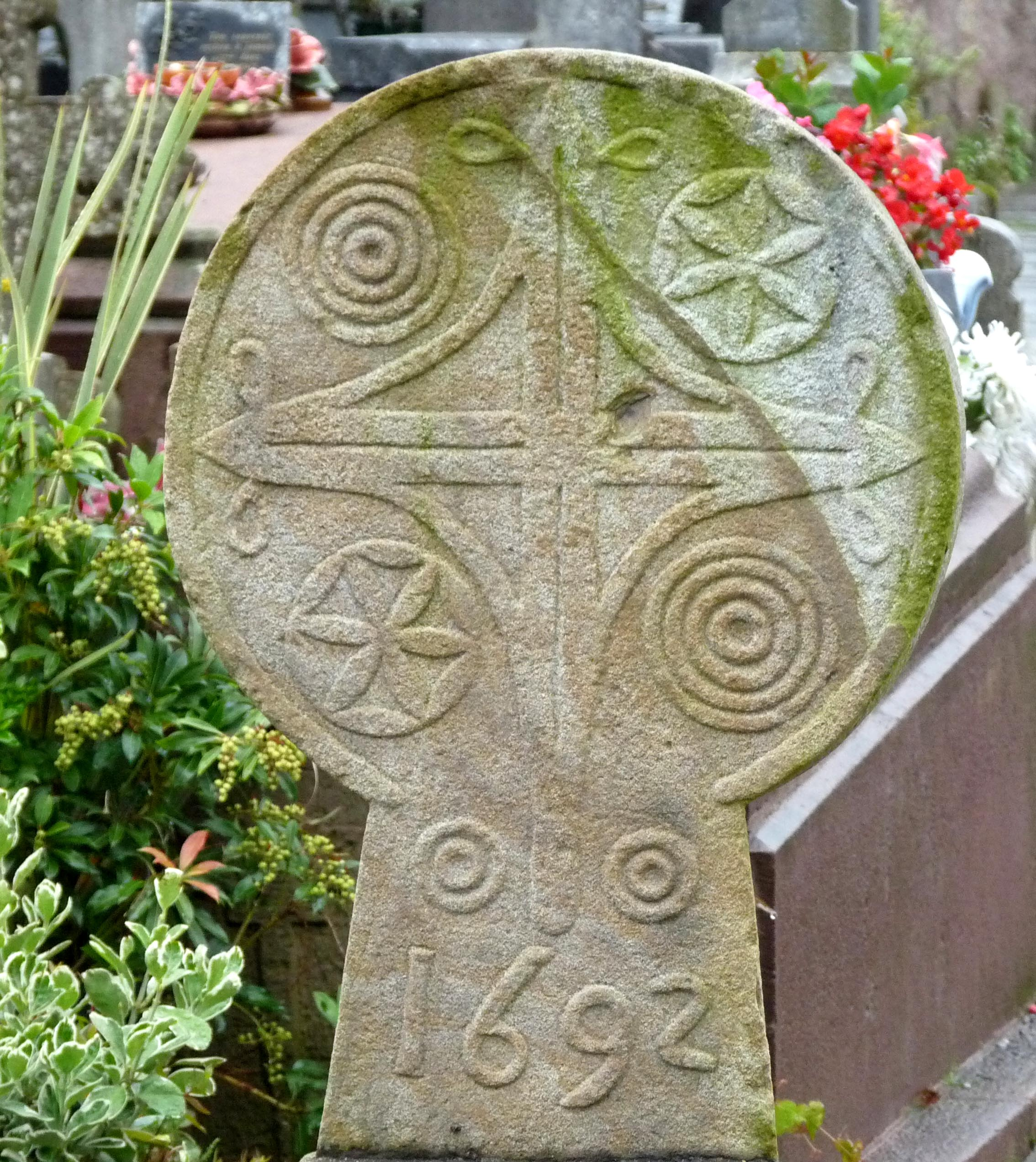
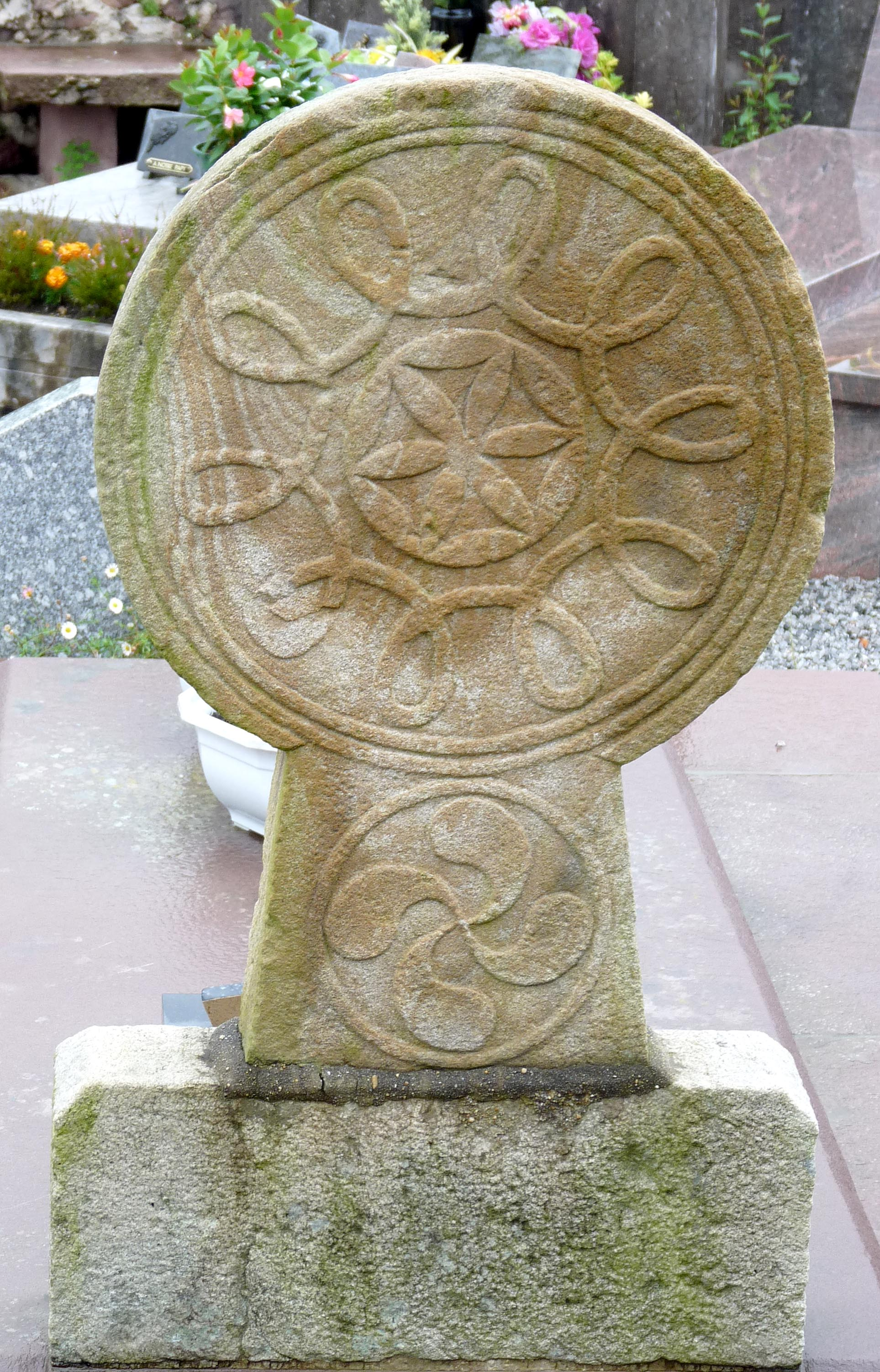
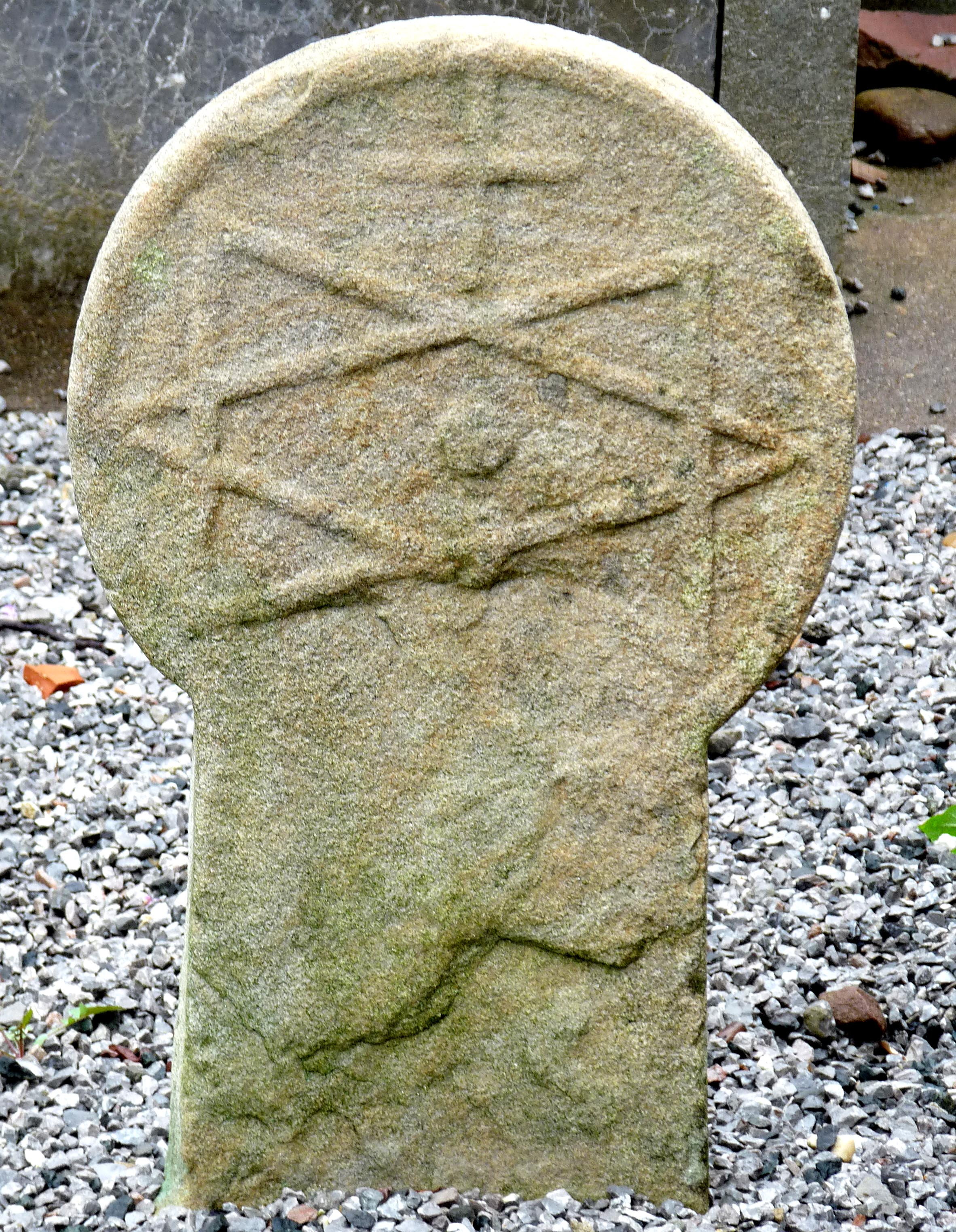
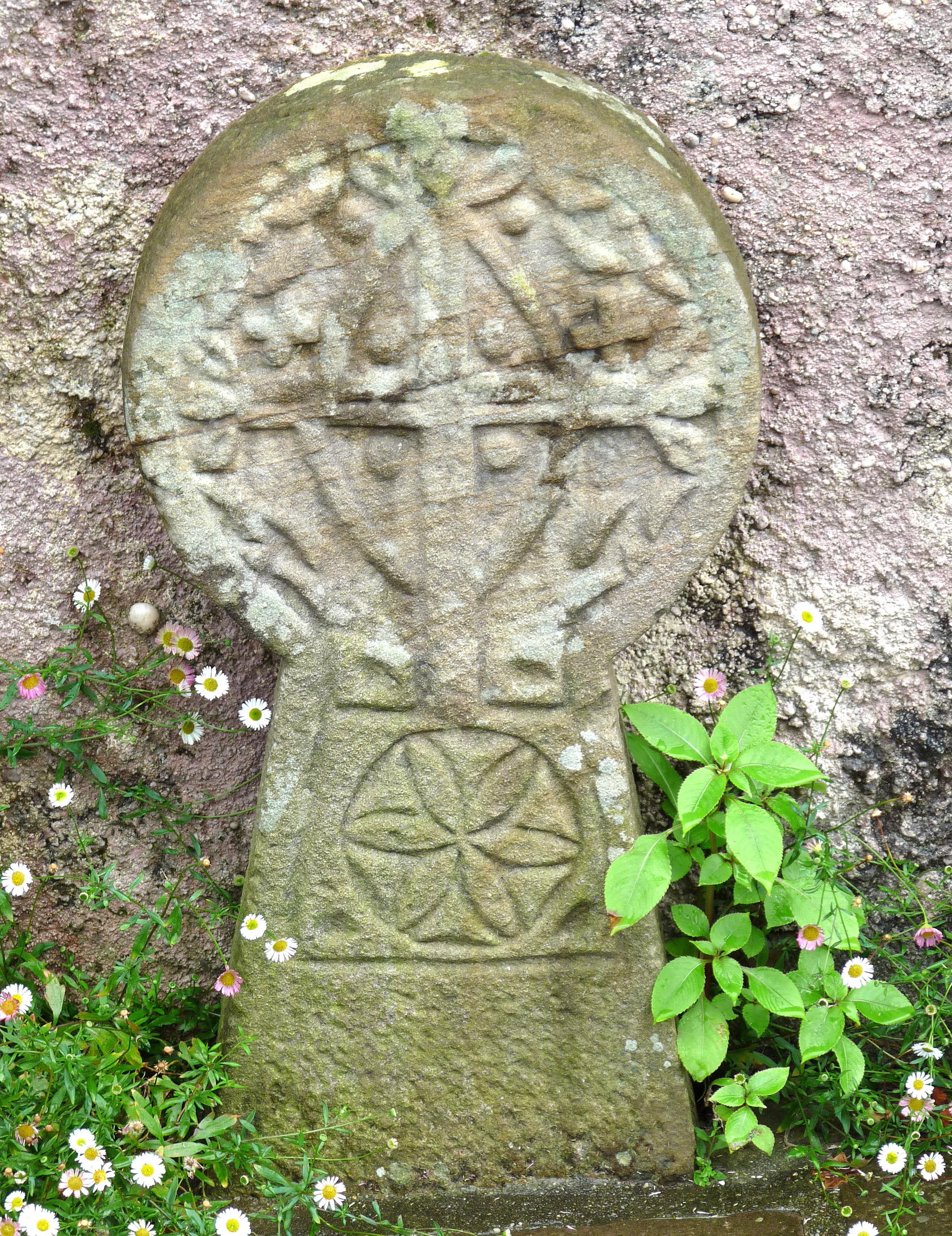
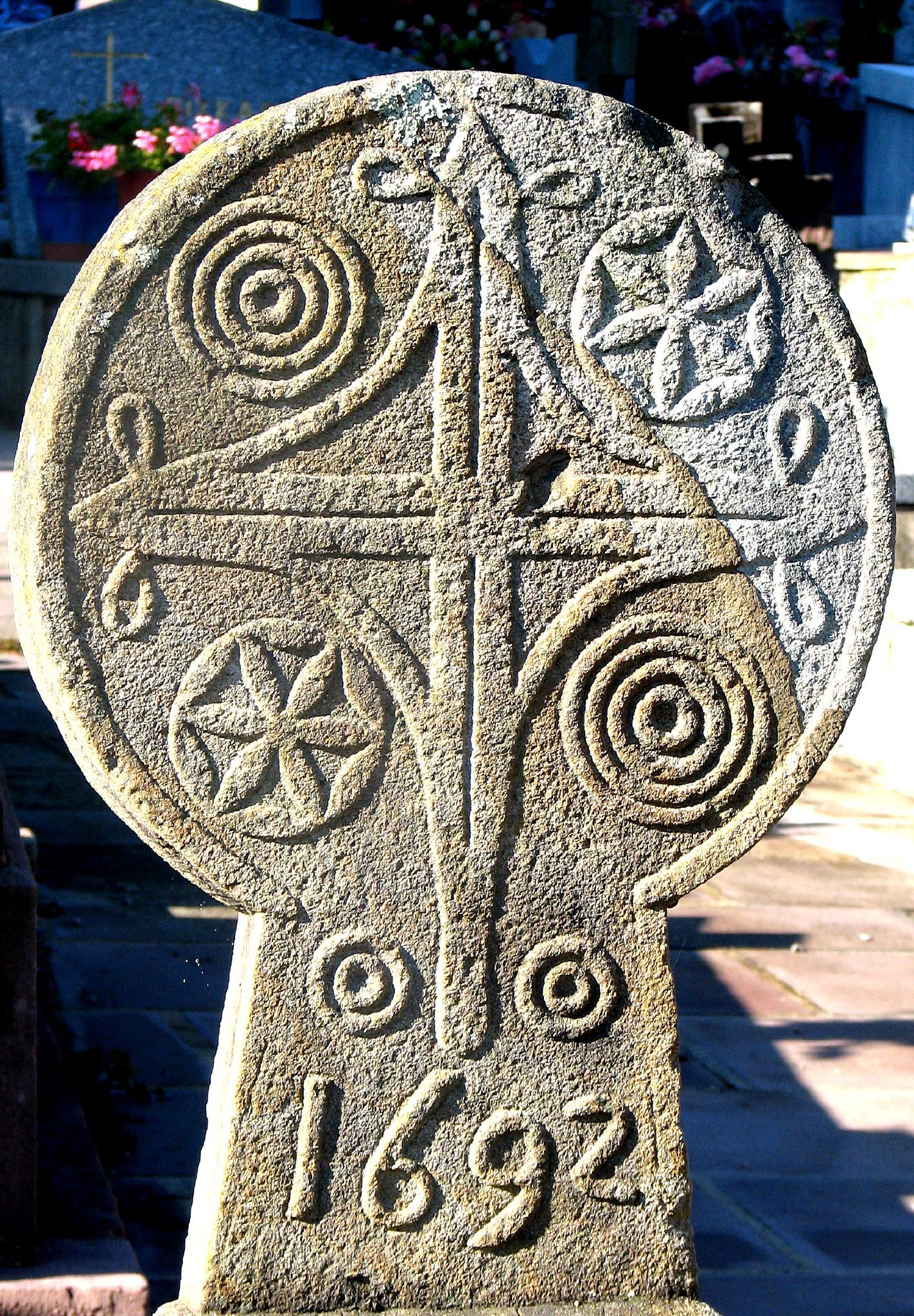

## Wirtschaft und Infrastruktur

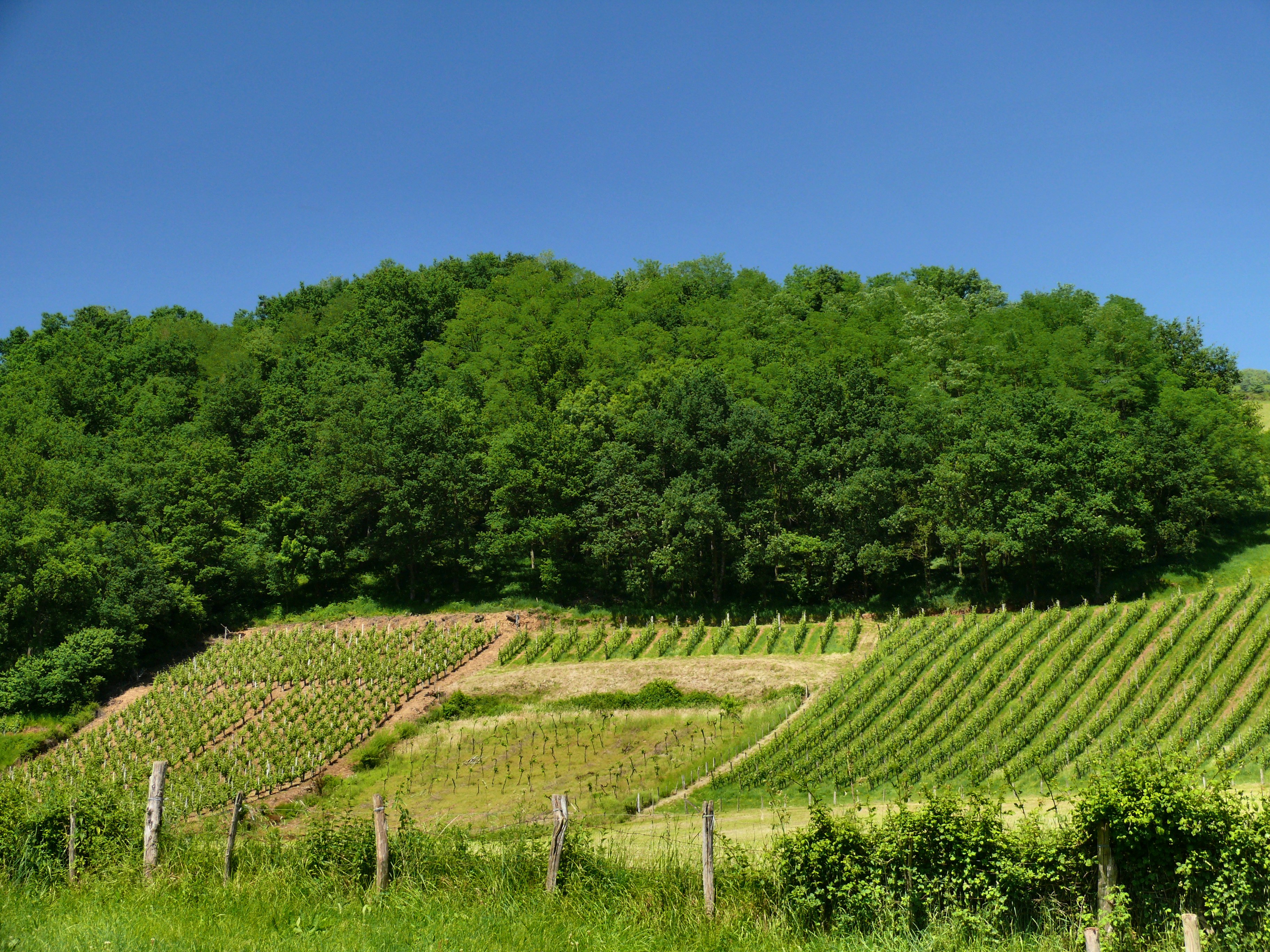
Weinberg AOC Irouléguy

Folgende Faktoren bestimmen das wirtschaftliche Leben der Gemeinde: Landwirtschaft, hierbei insbesondere Schafzucht, Handel, Tourismus und Handwerk. Bidarray liegt in den Zonen AOC des Weinanbaugebiets des Irouléguy, des Ossau-Iraty, ein traditionell hergestellter Schnittkäse aus Schafmilch, sowie der Schweinerasse und des Schinkens „Kintoa“.

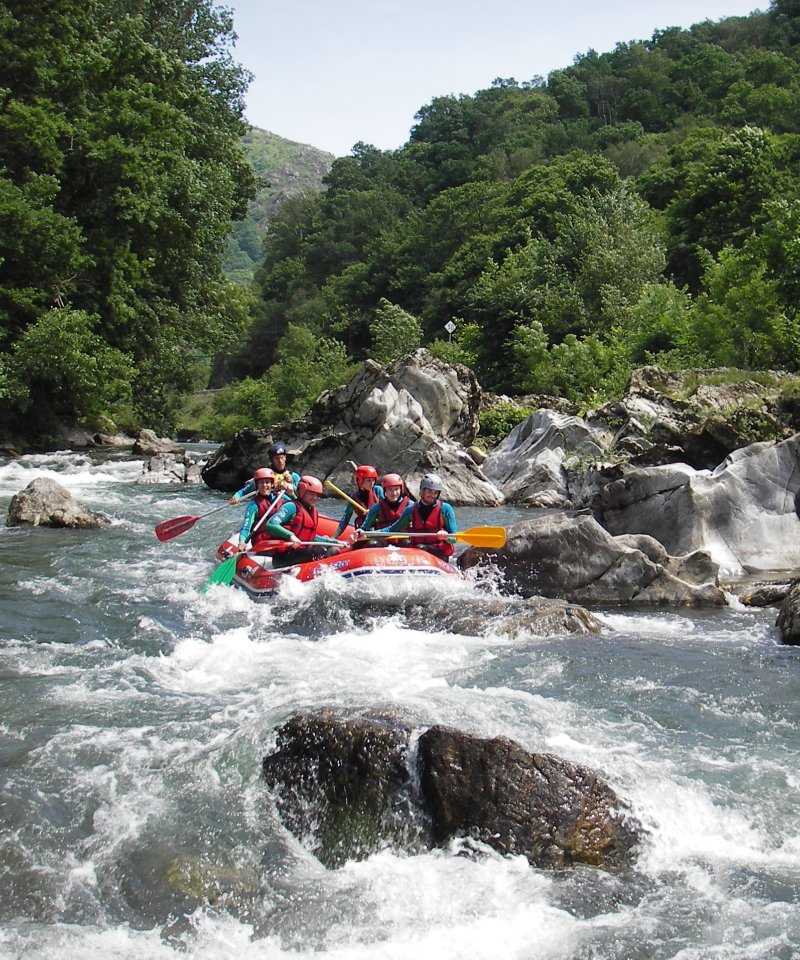
Rafting auf der Nive

### Sport
Das Wasser der Nive lädt zum Kajak fahren und zu Rafting-Touren ein. Es gibt hierfür mehrere Anbieter im Ort.
Der Fernwanderweg GR 10 von Hendaye am Atlantik nach Banyuls-sur-Mer am Mittelmeer führt durch die Gemeinde. Bidarray ist Startpunkt vieler anderer Wanderwege in die umliegenden Berge, die u. a. einer der wichtigsten Kolonien von wilden Gänsegeiern in Europa beherbergen.

### Bildung
Bidarray verfügt über eine öffentliche Grundschule.

### Verkehr
Bidarray wird durchquert von der Route départementale 918, der ehemaligen Route nationale 618.
Die Linie 62 des TER Aquitaine, eine Regionalbahn der staatlichen SNCF, bedient die Strecke von Bayonne nach Saint-Jean-Pied-de-Port. Ein Haltepunkt in Bidarray befindet sich vom Ortszentrum gesehen auf der gegenüberliegenden Seite der Nive.

## Persönlichkeiten
- Jean-Baptiste (auch Joannes oder Yoanes) Oxalde, baskisch Joanes Otsalde, geboren am 28. September 1814 in Bidarray, gestorben am 13. Dezember 1897, verfasste Gedichte in baskischer Sprache. Er gewann mehrere Preise im Dichterwettstreit, so auch 1868 in Sare mit seinem Gedicht Enperatrizari (deutsch: Kaiserin), das er Eugénie de Montijo, der Ehefrau des französischen Kaisers Napoleon III., widmete.

- Jules Moulier, geboren am 7. April 1888 in Bidarray, gestorben am 7. Februar 1958 in Bayonne, war ein Priester, Bertsolari, Lyriker, Schriftsteller und Mitglied der Königlichen Akademie der Baskischen Sprache. Ein Bertsolari (deutsch: Dichter) ist ein Sänger von Versen in baskischer Sprache, vor Publikum improvisierend.